# Nándorhegy
Nándorhegy (románul Oțelu Roșu) város Romániában, Krassó-Szörény megye északkeleti részén.

## Történelme
A város területén találtak már a kőkorból visszamaradó jeleket is. A római-dák háborúban a frontvonalak a város területe körül terültek el. Később a Magyar Királyság, majd pedig az Oszmán Birodalom része. Miután a város felszabadult a török uralom alól, a Habsburg Birodalom területének részévé vált, rengeteg német telepedett le a Szörénységbe. 1918-ig Krassó-Szörény vármegye Facsádi járásához tartozott.
A trianoni békeszerződéssel Romániához csatolták, ekkortól kezdve a román király után "Ferdinánd"-nak nevezték. A második bécsi döntés nem érintette, tehát 1918 óta folyamatosan Romániához tartozik. 1947-től román neve "Oțelu Roșu" (jelentése: "Vörös Acél", valószínűleg a város nagy múltú fémmegmunkálására utalva adták neki a hatalomra kerülő kommunisták).

## Földrajz
A város körülbelük 260 m-es tengerszint fölötti magasságon helyezkedik el, a Ruszkai-havasok és a Tarca-hegység vonulatainak találkozásánál, illetve a Bisztra völgyében. Alacsony elhelyezkedése miatt az időjárás enyhe, télen ritkán van huzamosabb ideig hó.

## Lakosság
A város lakossága csökkenőben: 2000-ben 12 989 lakosa volt, míg 1999-ben 13 128, majd 2002-ben 11 749 lakosa volt. A lakosság csökkenése valószínűleg annak tudható be, hogy a gyárak és a foglalkoztató üzemek 1989-től kezdve folyamatosan bezáródtak, az életszínvonal pedig nagyot zuhant, a munkanélküliség óriásit ugrott.
2002-ben a hozzá tartozó településekkel együtt 11.749 lakosából 10.596 román (90,18%), 476 magyar (4,05%), 476 német (4,05%), 98 cigány (0,83%) és 103 egyéb (0,87%) nemzetiségű volt.